# Дневник (телепрограмма)
«Дне́вник» (букв. с серб. — «Ежедневник», в вольном переводе «Новости») — главная информационная программа Радио и телевидения Сербии, выходящая ежедневно с 23 августа 1958 года в 19:30.

## История
Первый выпуск новостей под названием «ТВ Дневник» вышел 23 августа 1958 года, став первой телепрограммой, транслировавшейся в Социалистической Республике Сербия. Изначально он выходил в 20:00 по белградскому времени, но с 1 октября 1974 года стал выходить в 19:30, чтобы позволить гражданам узнать последние новости и предоставить лишнее время для отдыха. Позднее программу переименовали в «Дневник». Также есть информационная программа «Вести» (не путать с российской информационной программой выходящей на России-1), которая выходит днём.
С марта по май 1999 года выпуски новостей «Дневник 2» в записи с телеканала «РТС Сателит» транслировались на американском телеканале C-SPAN с закадровым переводом на английский язык под заставкой «Serbian Evening News».
Весной-летом 1999 года информационные выпуски РТС выходили из временной студии из-за уничтожения здания телецентра в Белграде. 23 апреля 1999 года в 2:03 ракета попала в здание в тот момент, когда в эфир выходил выпуск новостей во время показа сюжета со Слободаном Милошевичем. В тот момент изображение застыло на несколько секунд, а затем вещание всех трёх телеканалов РТС было прервано. Стоит отметить, что в течение нескольких недель после бомбардировок вещание телеканалов могло идти под логотипом «РТС» без указания номера канала (а 26 апреля 1999 года на экране вообще находился логотип «РТС Б1», использовавшийся в 1992—1995 годах).
С 2014 года выходят специальные выпуски «детских новостей» с ведущими-детьми. Эти выпуски выходят под названием «Мали Дневник». В этих выпусках роли ведущих и корреспондентов исполняют ребята из Белграда, Ниша, Ужице и других крупных сербских городов.

## Графическое оформление
С 1958 по 1960-е годы использовалась заставка с изображением вращающегося глобуса, потом в левом верхнем углу появлялась надпись JRT и в правом нижем углу надпись TV Dnevnik. Заставка была чёрно-белой.
С 1960-х по 1972 год использовалась похожая заставка, но уже с другой музыкой, исполненной фанфарами.
С 1972 по 1977 год использовалась заставка похожая на две предыдущие, но с чёрным фоном, надписью RTB вместо JRT и она была сделана более аккуратно нежели предыдущие. Музыка та же.
С 1977 по 1979 год использовась заставка в которой появлялось изображение плоской карты Земли подобно той, как в эмблеме ООН. Заставка была цветная.
С 24 мая 1979 по 30 октября 1992 года использовалась так называемая «Заставка из точек» (серб. Тачкаста шпица): в заставке изображается карта мира на плоскости из точек, которая затем сворачивается в глобус, под которым появляется наименование программы. Параллельно использовались заставки на кириллице и латинице. Примечательно то, что данная заставка была сделана без помощи компьютерной графики.. Есть специальный выпуск передачи «Трезор» на канале РТС 2, в которой рассказывается о создании подобного элемента оформления.
С 1992 по 1996 год использовалась 3D-заставка с изображением глобуса. Она была выполнена в тёмных тонах (чёрный и золотой), что многие связывали с политическими событиями в распавшейся Югославии.
С 1998 по 5 октября 2000 года использовалась несколько модернизированная версия заставки 1979—1992 годов (были изменены задний фон, эффект сворачивания карты мира на плоскости в глобус, добавлены визуальные эффекты).
С 5 мая 2010 года по 28 января 2022 года модифицированная тема 1979—1992 годов использовалась в четырёх вариантах:
- Утренний Дневник: жёлтые точки (зелёная символизирует Белград), белая планета[12]
- Дневник 1: красные точки (синяя символизирует Белград), белая планета[13]
- Дневник 2: синие точки (красная символизирует Белград), белая планета[14]
- Дневник 3: белые точки (тёмно-красная символизирует Белград), тёмно-синяя планета[15]
- Вести: белые точки (тёмно-синяя символизирует Белград), тёмно-красная планета[16]

29 января 2022 года графическое оформление и студия были заменены, а музыка была в очередной раз аранжирована. Оформление получило бело-бордовые тона, а также внизу появилась бегущая строка.

## Время выхода
- Утренний выпуск новостей выходит в рамках «Утренней программы РТС» в 8:00.
- Дневник 1 — 12:00 (по выходным в 13:00)
- Дневник 2 — 19:30 (каждый день)
- Дневник 3 — 23:00 (только в будние дни)

В 17:00 выходит выпуск новостей РТВ (Радио и телевидение Воеводины).
На официальном сайте РТС представлены видеозаписи всех выпусков новостей, выходивших в 19:30.

## Ведущие
- Нада Гогич (утренний выпуск)
- Бранко Веселинович (Дневник 2)
- Владимир Елич (Дневник 2)
- Милица Недич (Дневник 2)
- Зоран Станоевич (Дневник 3)
- Милош Милич (Дневник 3)
- Миран Джевеница (Дневник 1 и иные выпуски)
- Анета Ковачич (Дневник 1 и иные выпуски)
- Ивона Пантелич (Дневник 1 и иные выпуски)
- Мария Митрович-Йокич (Дневник 1 и иные выпуски)
- Владимир Петрович (Дневник 1 и иные выпуски)
- Весна Радосавлевич (Дневник 1 и иные выпуски)
- Борис Малекович (Дневник 1 и иные выпуски)
- Миляна Лазич (Дневник 1 и иные выпуски)

## Критика
Телекомпания РТС и её информационная программа «Дневник» расценивались на Западе как рупор пропаганды Слободана Милошевича, даже несмотря на разрешение в 1993 году транслировать ролики с предвыборной агитацией перед выпусками новостей и по их окончании. Специалист по связям с общественностью, преподаватель факультета политологии Белградского университета Снежана Миливоевич и сотрудница института общественных наук Йованка Матич в одном из своих исследований отметили, что во время югославских войн около 72,4% зачитанных текстов в выпусках новостей являлись озвучкой уже напечатанных газетных статей, что свидетельствовало о том, что «Дневник» попросту повторял чьи-то высказывания и не интерпретировал их никак. В дни Югославских войн правозащитники обвиняли «Дневник» в антихорватской пропаганде и исламофобии, поскольку ведущие и корреспонденты программы неоднократно называли хорватских военных «усташами», а бойцов мусульманских воинских формирований Боснии и Герцеговины — «исламскими экстремистами» и «моджахедами», хотя многое из озвученного не противоречило реальным фактам. Во время бомбардировок Белграда натовской авиацией ведущие, комментируя разрушения городов, называли НАТО «фашистской фалангой», «маньяками» и «монголоидными монстрами», а также грубо выражались в адрес военно-политического руководства НАТО.
В 2000 году в дни Бульдозерной революции аудитория передачи снизилась до 15%, что свидетельствовало о крайнем недоверии властям: многие общественные деятели обвиняли журналистов программы в пропагандировании точки зрения сторонников Слободана Милошевича. После свержения Милошевича рейтинг передачи вырос в первые дни уже до 20%. Тем не менее, у РТС и после Бульдозерной революции объявились противники, но уже других убеждений: они обвиняют журналистов «Дневника» в том, что у них нет собственного мнения по поводу отношения к НАТО и внешней политике Сербии. В марте 2016 года в Белграде прошли протесты против вступления в НАТО, лидеры которых заявили: «Когда-то национальный «Дневник» РТС начинался с песни Любим тебя, наша родина, а теперь начинается с Оды к радости и натовской пропаганды».